# 胡毓麒
胡毓麒（?—?），浙江省紹興府山陰縣人，清朝政治人物、同進士出身。

## 生平
光緒九年（1883年），参加癸未科殿試，登進士三甲110名。同年五月，著交吏部掣签分发各省，以知县即用。